# Carlisle United F.C.
Carlisle United FC là một câu lạc bộ bóng đá chuyên nghiệp Anh, có trụ sở chính tại Carlisle, Cumbria và sân vận động Brunton Park. Câu lạc bộ là thành viên của Hiệp hội Bóng đá Anh. Thành lập vào năm 1904, hiện nay đội đang chơi ở Hạng 3 của giải bóng đá Anh